# Nikołaj Łarionow
Nikołaj Łarionow (ur. 19 stycznia 1957 w Wołchowie) – rosyjski piłkarz, grający na pozycjach obrońcy i pomocnika, reprezentant ZSRR.

## Kariera klubowa
Łarionow urodził się w Wołchowie, a swoją przygodę z piłką rozpoczął w 1975 w Zenicie Leningrad. Rok później przeszedł do innego klubu z Leningradu, Dinama.
W 1978 powrócił do Zenitu, z którym to odniósł największe sukcesy w karierze. Wraz z Pitercami zdobył mistrzostwo Wyższej ligi ZSRR w 1984. W tym samym roku dotarł do finału Pucharu ZSRR, w którym Zenit uległ 0:2 po dogrywce drużynie Dinamo Moskwa. Zenit z Łarionowem w składzie zdobył także Superpuchar ZSRR w 1984. Przez 11 sezonów wystąpił dla Zenitu 266 razy, 14 razy pokonując bramkarzy rywali.
W 1989 przeszedł na rok do szwedzkiej Kiruny FF. Potem znowu wrócił do Zenitu. Od 1992 do 1993 grał w trzech fińskich klubach, KPV Kokkola, FC Sepsi-78 i MaIF Maalahti. W 1994 zakończył karierę piłkarską.
| Sezon | Klub             | Kraj      | Rozgrywki          | Mecze | Bramki |
| ----- | ---------------- | --------- | ------------------ | ----- | ------ |
| 1975  | Zenit Leningrad  | ZSRR      | Wyższa liga ZSRR   | 3     | 0      |
| 1976  | Zenit Leningrad  | ZSRR      | Wyższa liga ZSRR   | 3     | 0      |
| 1976  | Dinamo Leningrad | ZSRR      | Wtoroj liga ZSRR   | 14    | 6      |
| 1977  | Dinamo Leningrad | ZSRR      | Pierwaja liga ZSRR | 32    | 2      |
| 1978  | Dinamo Leningrad | ZSRR      | Pierwaja liga ZSRR | 30    | 4      |
| 1979  | Zenit Leningrad  | ZSRR      | Wyższa liga ZSRR   | 29    | 2      |
| 1980  | Zenit Leningrad  | ZSRR      | Wyższa liga ZSRR   | 27    | 3      |
| 1981  | Zenit Leningrad  | ZSRR      | Wyższa liga ZSRR   | 31    | 1      |
| 1982  | Zenit Leningrad  | ZSRR      | Wyższa liga ZSRR   | 30    | 3      |
| 1983  | Zenit Leningrad  | ZSRR      | Wyższa liga ZSRR   | 26    | 1      |
| 1984  | Zenit Leningrad  | ZSRR      | Wyższa liga ZSRR   | 9     | 2      |
| 1985  | Zenit Leningrad  | ZSRR      | Wyższa liga ZSRR   | 29    | 1      |
| 1986  | Zenit Leningrad  | ZSRR      | Wyższa liga ZSRR   | 19    | 0      |
| 1987  | Zenit Leningrad  | ZSRR      | Wyższa liga ZSRR   | 14    | 1      |
| 1988  | Zenit Leningrad  | ZSRR      | Wyższa liga ZSRR   | 26    | 0      |
| 1989  | Zenit Leningrad  | ZSRR      | Wyższa liga ZSRR   | 26    | 0      |
| 1990  | Kiruna FF        | Szwecja   | Superettan         | 19    | 1      |
| 1991  | Zenit Leningrad  | ZSRR      | Wyższa liga ZSRR   | 25    | 1      |
| 1992  | KPV Kokkola      | Finlandia |                    |       | 5      |
| 1992  | FC Sepsi-78      | Finlandia |                    |       | 1      |
| 1993  | MaIF Maalahti    | Finlandia |                    |       | 0      |

## Kariera reprezentacyjna
Łarionow w reprezentacji zadebiutował 23 marca 1983 meczem przeciwko Francji, zremisowanym 1:3. Swoje dwie bramki strzelił przeciwko Portugalii podczas eliminacji do Euro 1984 oraz w meczu z Jugosławią.
Był w kadrze na Mistrzostwa Świata 1986. Podczas mistrzostw zagrał w dwóch spotkaniach z Węgrami oraz Francją. Ostatnie spotkanie w drużynie narodowej ZSRR rozegrał 24 września 1986 przeciwko Islandii. Mecz zakończył się remisem 1:1. Łącznie Łarionow w latach 1983–1986 wystąpił w 19 spotkaniach kadry ZSRR, w których strzelił 2 bramki.
| Mecze i gole w reprezentacji | Mecze i gole w reprezentacji | Mecze i gole w reprezentacji | Mecze i gole w reprezentacji | Mecze i gole w reprezentacji | Mecze i gole w reprezentacji | Mecze i gole w reprezentacji |
| #                            | Data                         | Miasto                       | Przeciwnik                   | Gol                          | Wynik                        | Rozgrywki                    |
| ---------------------------- | ---------------------------- | ---------------------------- | ---------------------------- | ---------------------------- | ---------------------------- | ---------------------------- |
| 1.                           | 23.03.1983                   | Paryż                        | Francja                      |                              | 1:1                          | towarzyski                   |
| 2.                           | 13.04.1983                   | Lozanna                      | Szwajcaria                   |                              | 1:0                          | towarzyski                   |
| 3.                           | 27.04.1983                   | Moskwa                       | Portugalia                   | Gol                          | 5:0                          | El. ME 1984                  |
| 4.                           | 22.05.1983                   | Chorzów                      | Polska                       |                              | 1:1                          | El. ME 1984                  |
| 5.                           | 01.06.1983                   | Helsinki                     | Finlandia                    |                              | 1:0                          | El. ME 1984                  |
| 6.                           | 26.07.1983                   | Lipsk                        | NRD                          |                              | 3:1                          | towarzyski                   |
| 7.                           | 25.01.1985                   | Kōchi                        | Jugosławia                   | Gol                          | 1:2                          | Nehru Cup                    |
| 8.                           | 02.02.1985                   | Kōchi                        | Maroko                       |                              | 1:0                          | Nehru Cup                    |
| 9.                           | 04.02.1985                   | Kōchi                        | Jugosławia                   |                              | 2:1                          | Nehru Cup                    |
| 10.                          | 17.04.1985                   | Berno                        | Szwajcaria                   |                              | 2:2                          | El. MŚ 1986                  |
| 11.                          | 02.05.1985                   | Moskwa                       | Szwajcaria                   |                              | 4:0                          | El. MŚ 1986                  |
| 12.                          | 07.08.1985                   | Moskwa                       | Rumunia                      |                              | 2:0                          | towarzyski                   |
| 13.                          | 28.08.1985                   | Moskwa                       | RFN                          |                              | 1:0                          | towarzyski                   |
| 14.                          | 25.09.1985                   | Moskwa                       | Dania                        |                              | 1:0                          | El. MŚ 1986                  |
| 15.                          | 19.02.1986                   | Meksyk                       | Meksyk                       |                              | 0:1                          | towarzyski                   |
| 16.                          | 02.06.1986                   | Irapuato                     | Węgry                        |                              | 6:0                          | MŚ 1986                      |
| 17.                          | 05.06.1986                   | Guanajuato                   | Francja                      |                              | 1:1                          | MŚ 1986                      |
| 18.                          | 20.08.1986                   | Göteborg                     | Szwecja                      |                              | 0:0                          | towarzyski                   |
| 19.                          | 24.09.1986                   | Reykjavík                    | Islandia                     |                              | 1:1                          | El. ME 1988                  |

## Sukcesy
Zenit Petersburg
- Mistrzostwo Wyższej ligi ZSRR (1): 1984
- Finał Pucharu ZSRR (1): 1984
- Superpuchar ZSRR (1): 1984